# Alfred Lenz
Alfred Lenz, né le 15 mars 1890 à Munich et mort le 10 mai 1965 à Hanovre, était un aviateur allemand. Durant la Première Guerre mondiale, il se classa parmi les as de l'aviation avec 6 victoires aériennes homologuées et fut commandant de la Jagdstaffel 22.